# William Barnett
William Barnett (* 4. März 1761 im Amherst County, Colony of Virginia; † April 1832 im Montgomery County, Alabama) war ein US-amerikanischer Politiker. Zwischen 1812 und 1815 vertrat er den Bundesstaat Georgia im US-Repräsentantenhaus.

## Werdegang
In seiner Jugend kam William Barnett mit seinem Vater nach Georgia, wo sich die Familie im Columbia County niederließ. Nach dem Ausbruch des Unabhängigkeitskrieges kehrte er trotz seiner Jugend zusammen mit seinem Bruder nach Virginia zurück, um in einer Einheit aus dem Amherst County am Krieg teilzunehmen. Barnett war bei der entscheidenden Kapitulation von General Cornwallis bei Yorktown anwesend. Nach dem Krieg ließ er sich am Broad River im Elbert County in Georgia nieder, wo er einige Jahre lang als Sheriff amtierte.
Barnett schloss sich der von Präsident Thomas Jefferson gegründeten Demokratisch-Republikanischen Partei an. Er wurde Mitglied und Präsident des Senats von Georgia. Nach dem Rücktritt des Kongressabgeordneten Howell Cobb wurde er bei der staatsweit ausgetragenen Nachwahl für den ersten Sitz des Staates Georgia als dessen Nachfolger in das US-Repräsentantenhaus in Washington, D.C. gewählt, wo er am 5. Oktober 1812 sein Mandat antrat. Nach einer Wiederwahl konnte er bis zum 3. März 1815 im Kongress verbleiben. In diese Zeit fiel der Britisch-Amerikanische Krieg.
Nach seinem Ausscheiden aus dem US-Repräsentantenhaus war Barnett im Jahr 1815 Mitglied der Kommission, die die Grenzen der Indianerreservation der Creek festlegte. Später zog er in das Montgomery County in Alabama, wo er als Pflanzer arbeitete. Er war Sklavenhalter. Er verstarb im April 1832 und wurde auf dem Friedhof von Gilmer-Christian-Barnett bei Mathews Station begraben.